# التجمع الوطني (فرنسا)
حزب الجبهة الوطنية (بالفرنسية: Front national) حزب سياسي فرنسي يميني، أسسه جان ماري لوبان في سنة 1972، وبقي رئيساً له حتى يناير 2011. تتزعمه حاليا جوردان بارديلا منذ 5 نوفمبر 2022.

## تاريخ الحزب
تأسس الحزب في أكتوبر 1972 باسم الجبهة الوطنية من أجل الوحدة الفرنسية (بالفرنسية: Front national pour l'unité française). ترأسيه مؤسسه جان ماري لوبان حتى عام 2011، ثم تلته ابنته مارين لوبان. عام 2018 اقترحت مارين لوبان في خطاب لها اسم الحزب من الجبهة الوطنية إلى التجمع الوطني، بهدف محاولة التخلص من ماضي الحزب المرتبط بالعنصرية ومعاداة السامية، وأيضا لتسهيل التحالف مع أحزاب أخرى.

## برنامج الحزب
يتلخص برنامج الحزب بالنقاط التالية:
- إيقاف المزيد من الهجرة من البلدان غير الأوروبية وتعسير إجراءات الحصول على الجنسية الفرنسية.
- العودة إلى القيم التقليدية: معارضة الإجهاض وتأييد العائلات كثيرة الأولاد والمحافظة على الثقافة الفرنسية.
- سياسة حماية المنتجين المحليين ودعم المنتجين الصغار.
- معارضة عمليات التكامل الأوروبي، السعي إلى زيادة استقلال فرنسا عن الاتحاد الأوروبي والمنظمات الدولية.

## الانتخابات الرئاسية 2002
حصل مرشح الحزب جان ماري لوبان على 16.86% من الأصوات في المرحلة الأولى و17.8% من الأصوات في المرحلة الثانية حيث خسر أمام جاك شيراك.

## الانتخابات الرئاسية 2007
ترشح جان ماري لوبان للانتخابات الرئاسية عن الحزب، وحل في المرتبة الرابعة بعد أن حصل على 10.84% من الأصوات.

## الانتخابات الرئاسية 2012
رشح الحزب مارين لوبان للانتخابات الرئاسية المقررة في سنة 2012.
وحلت في المركز الثالث بعد نيكولا ساركوزي وفرانسوا هولاند.

## وصلات خارجية
- الموقع الرسمي